# Am Berge 1a (Halberstadt)

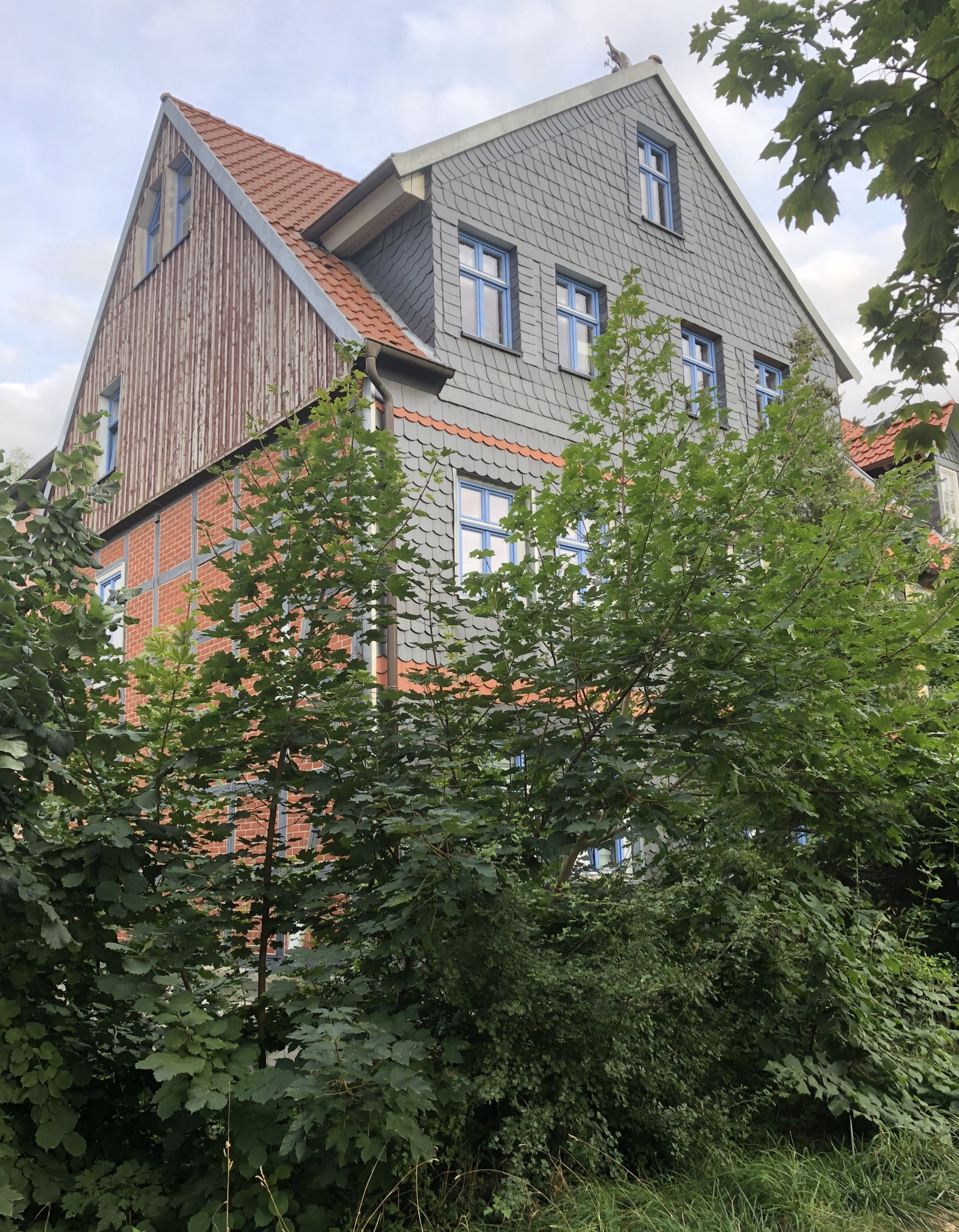
Haus Am Berge 1a

Das Gebäude Am Berge 1a ist ein denkmalgeschütztes Wohnhaus in Halberstadt in Sachsen-Anhalt.
Es liegt am westlichen Rand der Halberstädter Altstadt. 

## Architektur und Geschichte
Das zweigeschossige Gebäude entstand am Ende des 19. Jahrhunderts in Fachwerkbauweise. Dominiert wird das Erscheinungsbild von einem vierachsigen verschiefertem Zwerchhaus. Anfang der 1990er Jahre stand das Haus leer und war sanierungsbedürftig. Später erfolgte eine Instandsetzung des Gebäudes.
Im Denkmalverzeichnis für die Stadt Halberstadt ist das Wohnhaus unter der Erfassungsnummer 094 02707 als Baudenkmal eingetragen.